# 니코폴 (불가리아)

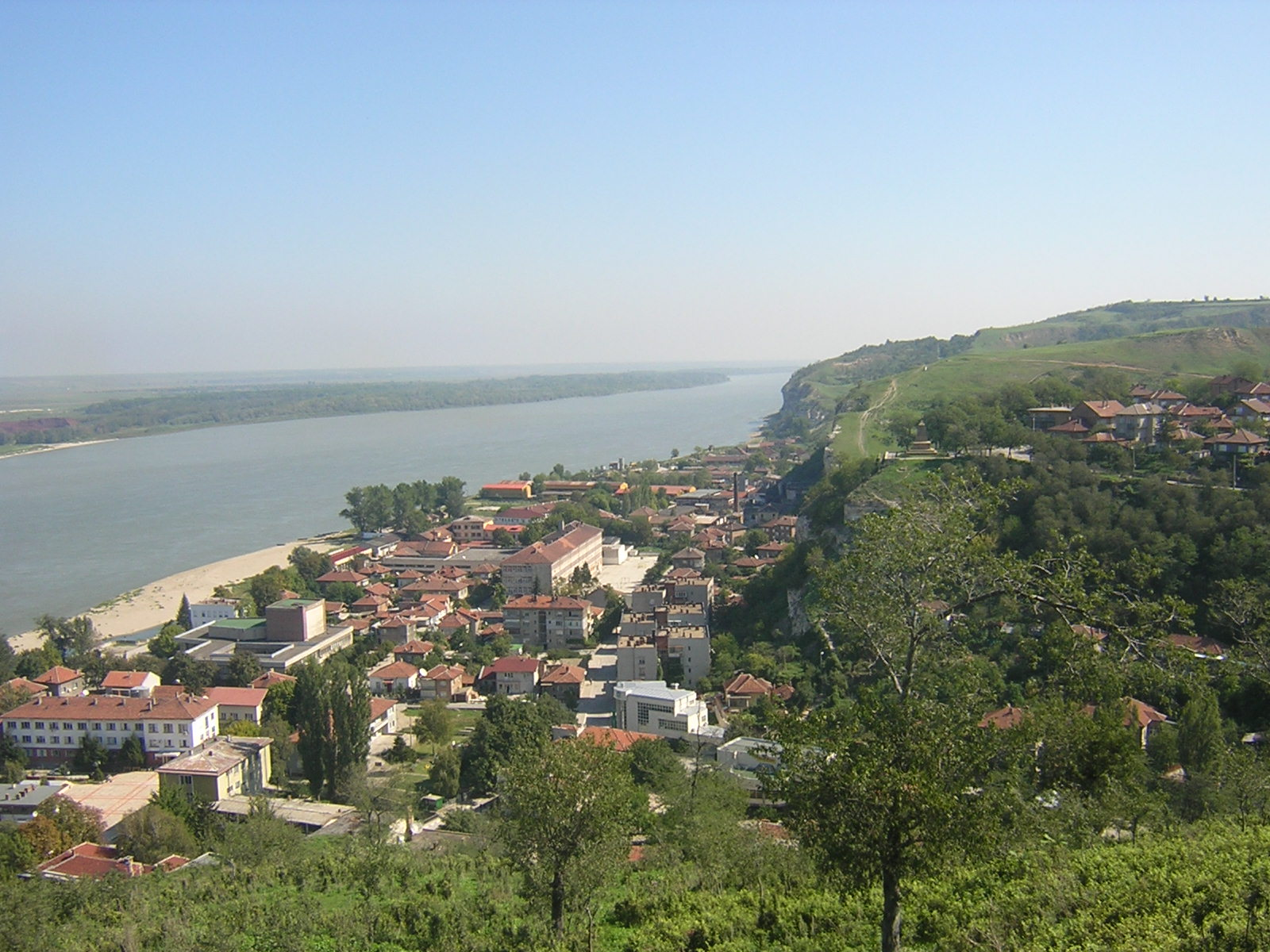
요새에서 본 다뉴브강과 니코폴 마을

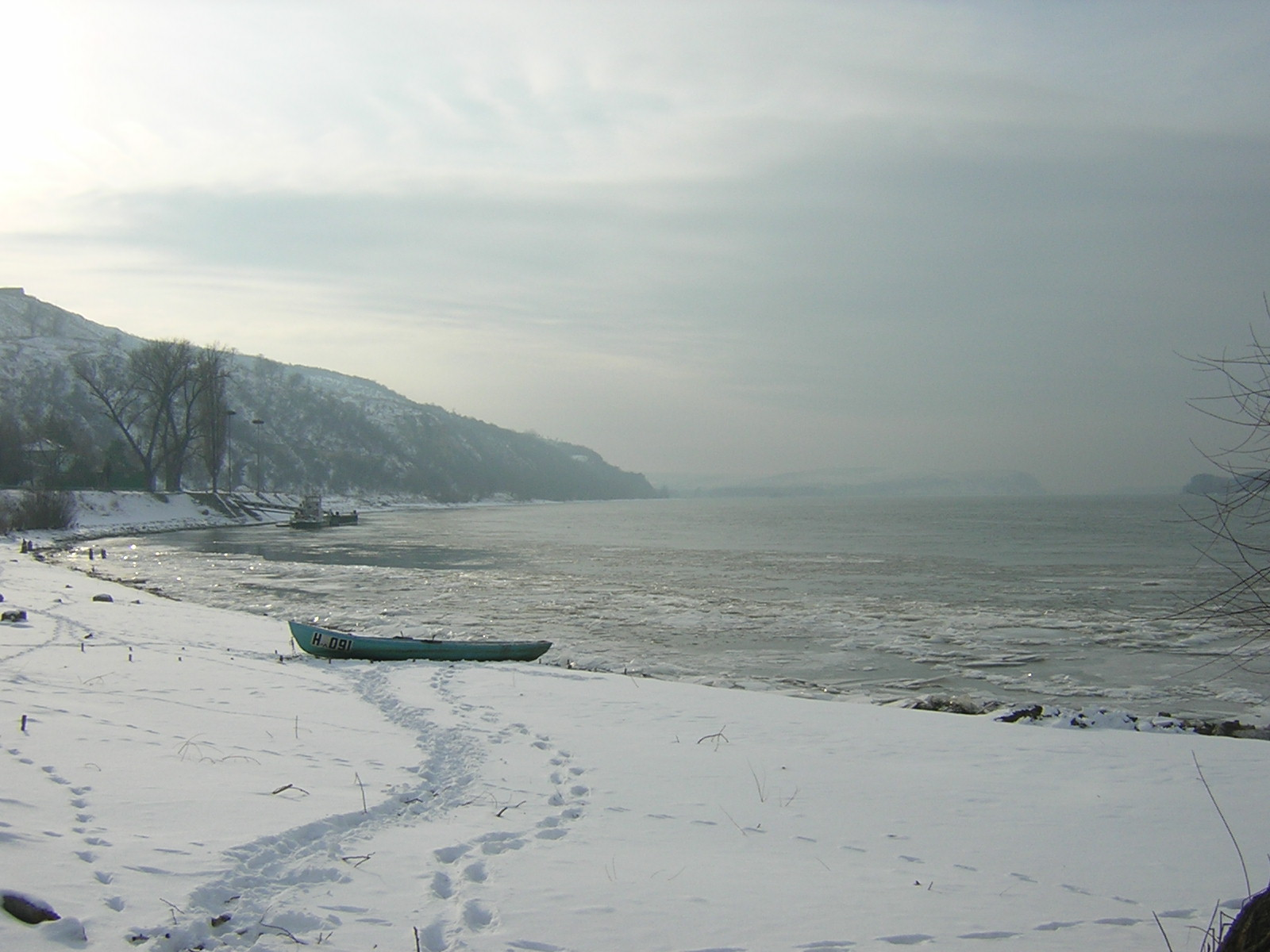
니코폴에서 본 다뉴브의 겨울 풍경

니코폴(불가리아어: Никопол / Nikopol)은 불가리아 북부에 위치한 플레벤주의 도시로, 인구는 3,892명(2009년 12월 기준)이다. 고대 그리스어와 라틴어로 니코폴리스(그리스어: Νικόπολις, 라틴어: Nicopolis)라고 부르기도 했던 도시이다. 다뉴브강 우안과 접하고 있고 오섬 강(Осъм / Osam) 어귀에서 하류 4km 지점에 위치한다. 마을은 다뉴브강에 있는 험난한 벼랑과 조그마한 계곡을 따라 뻗어 있다.

## 역사
고대 로마 시대 모이시아 속주에 속해 있었으며 169년 문헌에 등장한다. 로마 제국 쇠퇴 이후에는 비잔틴 제국 최북단에 위치한 마을이 되었고 1059년 그리스어로 "승리의 마을"을 뜻하는 "니코폴리스"로 명명되었다. 중세 시대 대부분은 불가리아 제국이 차지했다. 1393년 터르노보가 함락된 뒤 불가리아 제국의 마지막 황제였던 이반 시슈만은 남겨진 제국의 영지를 니코폴리스 요새와 함께 지키려고 했지만 1395년 오스만 제국에 정복되었고 황제 또한 인질로 잡히게 된다. 이 때문에 니코폴은 불가리아 제국의 마지막 2년 동안 사실상의 수도 역할을 했다. 1396년 중세 시대에 마지막으로 일어난 대규모 십자군 전쟁인 니코폴리스 전투가 벌어진 곳이다. 당시 니코폴리스 요새에서는 헝가리 왕국 국왕 지기스문트와 프랑스 왕국 기사단 등으로 구성된 유럽 기독교 연합군이 오스만 제국의 바예지드 1세와 세르비아 동맹 세력인 스테판 라자레비치(Stefan Lazarević)가 이끄는 군대를 공격했지만 패하고 만다.
오스만 제국의 지배하에서는 강력한 요새를 가진 중요한 군사, 통치의 거점으로서 개발이 진행되었고 경제적, 정신적, 정치적으로 번영을 이룩했지만 17세기부터 18세기에 걸쳐 쇠퇴했다. 니코폴은 지역의 중심이었지만 나중에 플레벤에 넘겨주고 만다. 1877년 니코폴 전투 때 러시아 제국에 정복되었다. 불가리아 북부 전역을 관할하는 로마 가톨릭 교회 니코폴 주교구는 역사적으로 니코폴에 주교좌가 있었지만 나중에 루세로 옮겨졌다.

## 현대
2008년 당시 니코폴에는 4,255명이 거주했다. 니코폴은 니코폴 자치체의 중심지이며 자치체의 행정 서비스의 중심을 담당하고 있다. 카 페리 접안 시설이 건설 중에 있으며 완공되면 대안(對岸, 강 반대편)과 접한 루마니아 투르누머구렐레와 연결된다. 2006년 유럽 홍수 당시 부분적인 침수 피해를 입었다.

## 자매 도시
- 헝가리 헐라스텔레크
- 러시아 샤흐티
- 루마니아 짐니체아